# Повержені
Повержені (фр. La chute des aigles) — військова драма 1989 року.

## Сюжет
Берлін, 1939 рік. Лілі — молода, гарненька дівчина з чудовим голосом, дочка заможного банкіра Вальтера Штрауса. В неї закохується німецький офіцер. Проте дівчина віддає перевагу Карлу — музиканту і композитору, що живе всупереч законам Третього рейху.
Вона виживає, потім закохується в російського співака з руху опору і зустрічає таємного гея-нацистського солдата, але їх обох вбивають. У лікарні вона бачить Пітера на смертному одрі, і він просить її вийти за нього заміж. Перед смертю вона цілує його востаннє. Коли війна закінчилася поразкою Гітлера і нацистської Німеччини, вона возз'єдналася з Карлом, але його одразу ж розстріляли американці. Наодинці Ліліан співає в пабі для союзників, а її батько розорений кінцем нацизму.

## У ролях
| Актор            | Роль           |
| ---------------- | -------------- |
| Крістофер Лі     | Вальтер Штраус |
| Рамон Естевез    | Карл Гольбах   |
| Марк Гемілл      | Пітер Фройліх  |
| Александра Ерліх | Ліліан Штраус  |
| Деніел Грімм     | капітан Антон  |
| Керол Кіпер      | Джоанна Менз   |
| Крейг Гілл       | майор Гольбах  |
| Тереса Гімпера   | Лена           |
| Террі Веллі      | Роза           |
| Карлос Кірога    | Дімітрі        |